# Friemen
Friemen ist ein Stadtteil von Waldkappel im nordhessischen Werra-Meißner-Kreis.

## Geographische Lage
Friemen liegt knapp 3 km südsüdwestlich der Waldkappeler Kernstadt im Stölzinger Gebirge an der Einmündung des Hetzebaches in den Schemmerbach. Rund 1,7 km südsüdöstlich erhebt sich das Ziegenküppel und etwa 2,5 km (je Luftlinie) nordöstlich der Mäuseberg, auf denen jeweils ein Aussichtsturm steht. Im Dorf, an dem früher die Kanonenbahn vorbeiführte, zweigt die Landesstraße 3227 (Friemen–Mäckelsdorf) von der L 3226 (Burghofen–Friemen–Waldkappel) ab.

## Geschichte

### Ortsgeschichte
Die älteste bekannte schriftliche Erwähnung von Friemen erfolgte unter dem Namen Vriemannes im Jahr 1317 in einer Urkunde des Klosters Cornberg. Friemen entstand um das ehemalige Gut Buttlar. Am Ortsrand stand eine untergegangene Wasserburg, auf deren Fundamenten 1742 ein Herrenhaus erbaut wurde.
Hessische Gebietsreform (1970–1977)
Im Zuge der Gebietsreform in Hessen wurde die Gemeinde  Friemen zum 1. Oktober 1971 auf freiwilliger Basis in die Stadt Waldkappel eingemeindet. Für Friemen, sowie für alle ehemals eigenständigen Gemeinden von Waldkappel und die Kerngemeinde wurde ein Ortsbezirk mit Ortsbeirat und Ortsvorsteher nach der Hessischen Gemeindeordnung gebildet.

### Verwaltungsgeschichte im Überblick
Die folgende Liste zeigt die Staaten und Verwaltungseinheiten, denen Friemen angehört(e):
- vor 1567: Heiliges Römisches Reich, Landgrafschaft Hessen, Amt Spangenberg
- ab 1654: Heiliges Römisches Reich, Landgrafschaft Hessen-Kassel, Amt Spangenberg
- ab 1806: Landgrafschaft Hessen-Kassel, Amt Spangenberg
- 1807–1813: Königreich Westphalen, Departement der Werra, Distrikt Eschwege, Kanton Bischhausen
- ab 1815: Kurfürstentum Hessen, Amt Spangenberg[7]
- ab 1821/22: Kurfürstentum Hessen, Provinz Niederhessen, Kreis Eschwege[8][Anm. 2]
- ab 1848: Kurfürstentum Hessen, Bezirk Eschwege
- ab 1851: Kurfürstentum Hessen, Provinz Niederhessen, Kreis Eschwege
- ab 1867: Norddeutscher Bund[Anm. 3], Königreich Preußen, Provinz Hessen-Nassau, Regierungsbezirk Kassel, Kreis Eschwege
- ab 1871: Deutsches Reich, Königreich Preußen, Provinz Hessen-Nassau, Regierungsbezirk Kassel, Kreis Eschwege
- ab 1918: Deutsches Reich, Freistaat Preußen, Provinz Hessen-Nassau, Regierungsbezirk Kassel, Kreis Eschwege
- ab 1944: Deutsches Reich, Freistaat Preußen, Provinz Kurhessen, Landkreis Eschwege
- ab 1945: Amerikanische Besatzungszone, Groß-Hessen, Regierungsbezirk Kassel, Landkreis Eschwege
- ab 1946: Amerikanische Besatzungszone, Land Hessen, Regierungsbezirk Kassel, Landkreis Eschwege
- ab 1949: Bundesrepublik Deutschland, Land Hessen, Regierungsbezirk Kassel, Landkreis Eschwege
- ab 1971: Bundesrepublik Deutschland, Land Hessen, Regierungsbezirk Kassel, Landkreis Eschwege, Stadt Waldkappel[Anm. 4]
- ab 1974: Bundesrepublik Deutschland, Land Hessen, Regierungsbezirk Kassel, Werra-Meißner-Kreis, Stadt Waldkappel

## Bevölkerung

### Einwohnerstruktur 2011
Nach den Erhebungen des Zensus 2011 lebten am Stichtag dem 9. Mai 2011 in Friemen 96 Einwohner. Darunter waren keine Ausländer. Nach dem Lebensalter waren 9 Einwohner unter 18 Jahren, 42 zwischen 18 und 49, 21 zwischen 50 und 64 und 24 Einwohner waren älter. Die Einwohner lebten in 45 Haushalten. Davon waren 15 Singlehaushalte, 15 Paare ohne Kinder und 12 Paare mit Kindern, sowie 3 Alleinerziehende und keine Wohngemeinschaften. In 15 Haushalten lebten ausschließlich Senioren und in 27 Haushaltungen lebten keine Senioren.

### Einwohnerentwicklung
- 1585: 26 Hausgesesse[1]
- 1747: 25 Haushaltungen[1]

| Friemen: Einwohnerzahlen von 1834 bis 2015 | Friemen: Einwohnerzahlen von 1834 bis 2015 | Friemen: Einwohnerzahlen von 1834 bis 2015 | Friemen: Einwohnerzahlen von 1834 bis 2015 | Friemen: Einwohnerzahlen von 1834 bis 2015 |
| --- | ------------------------------------------ | ------------------------------------------ | ------------------------------------------ | ------------------------------------------ |
| Jahr |                                            |                                            |                                            | Einwohner                                  |
| 1834 | 1834                                       |                                            | 252                                        | 252                                        |
| 1840 | 1840                                       |                                            | 233                                        | 233                                        |
| 1846 | 1846                                       |                                            | 264                                        | 264                                        |
| 1852 | 1852                                       |                                            | 242                                        | 242                                        |
| 1858 | 1858                                       |                                            | 224                                        | 224                                        |
| 1864 | 1864                                       |                                            | 213                                        | 213                                        |
| 1871 | 1871                                       |                                            | 204                                        | 204                                        |
| 1875 | 1875                                       |                                            | 223                                        | 223                                        |
| 1885 | 1885                                       |                                            | 194                                        | 194                                        |
| 1895 | 1895                                       |                                            | 179                                        | 179                                        |
| 1905 | 1905                                       |                                            | 182                                        | 182                                        |
| 1910 | 1910                                       |                                            | 177                                        | 177                                        |
| 1925 | 1925                                       |                                            | 175                                        | 175                                        |
| 1939 | 1939                                       |                                            | 166                                        | 166                                        |
| 1946 | 1946                                       |                                            | 307                                        | 307                                        |
| 1950 | 1950                                       |                                            | 280                                        | 280                                        |
| 1956 | 1956                                       |                                            | 208                                        | 208                                        |
| 1961 | 1961                                       |                                            | 184                                        | 184                                        |
| 1967 | 1967                                       |                                            | 147                                        | 147                                        |
| 1970 | 1970                                       |                                            | 163                                        | 163                                        |
| 1980 | 1980                                       |                                            | ?                                          | ?                                          |
| 1990 | 1990                                       |                                            | ?                                          | ?                                          |
| 2000 | 2000                                       |                                            | ?                                          | ?                                          |
| 2011 | 2011                                       |                                            | 96                                         | 96                                         |
| 2015 | 2015                                       |                                            | 97                                         | 97                                         |
| Datenquelle: Historisches Gemeindeverzeichnis für Hessen: Die Bevölkerung der Gemeinden 1834 bis 1967. Wiesbaden: Hessisches Statistisches Landesamt, 1968. Weitere Quellen: LAGIS; Stadt Waldkappel; Zensus 2011 |                                            |                                            |                                            |                                            |

### Historische Religionszugehörigkeit
| • 1885: | 184 evangelische (= 99,46 %), einen katholischen (= 0,54 %), 48 jüdische (= 4,87 %) Einwohner |
| • 1961: | 156 evangelische (= 84,78 %), 21 katholische (= 11,71 %) Einwohner                            |

## Kirche

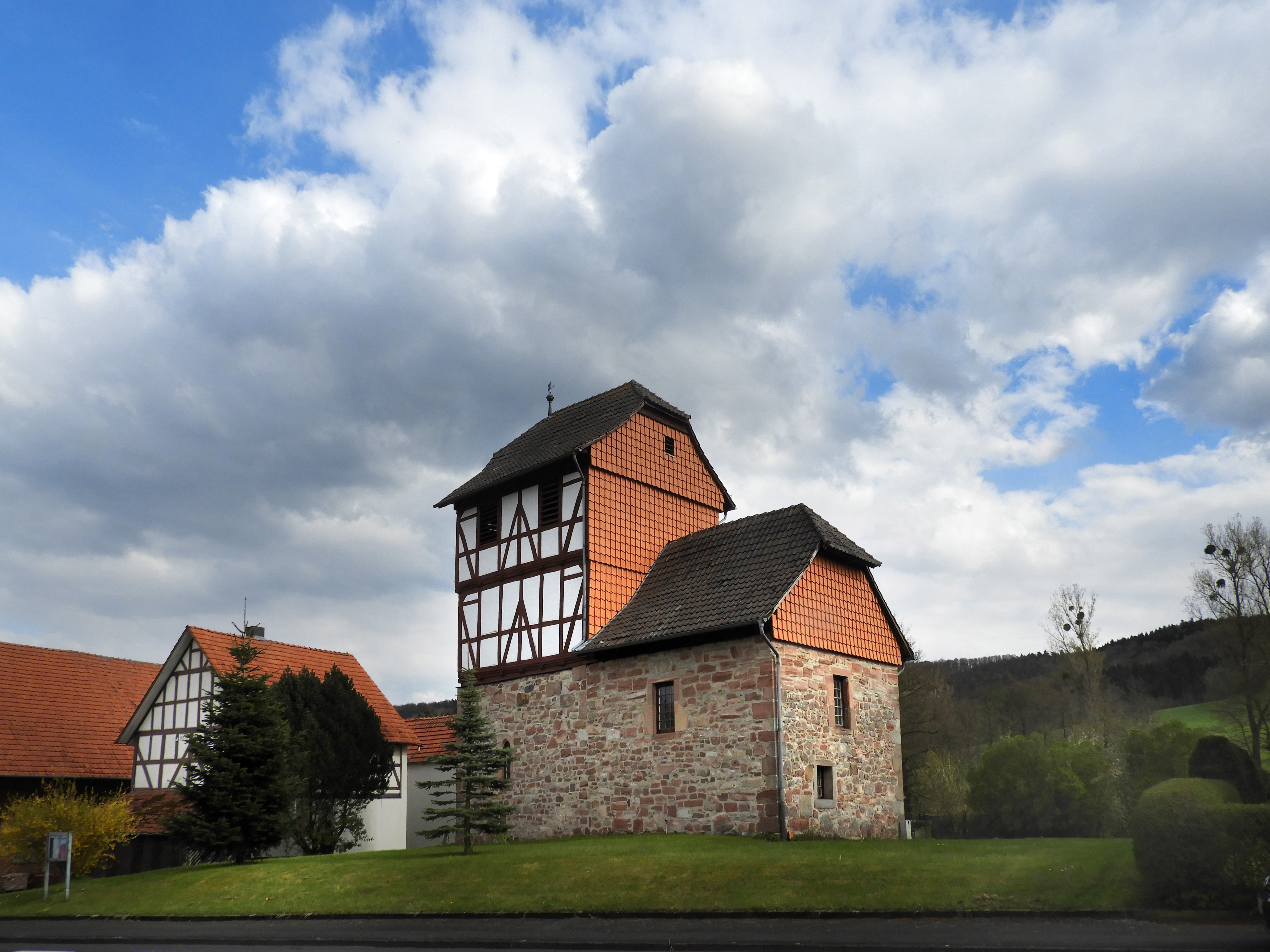
Die evangelische Pfarrkirche

Die evangelische Pfarrkirche Friemens ist ein kleiner spätgotischer Bau mit massivem Untergeschoss von 1498. Der markante zweigeschossige Fachwerkturm wurde 1718 aufgesetzt und in gleicher Zeit wurde auch das Kirchenschiff verändert. Hinter dem Altar sitzt die Kanzel aus dem Ende des 17. Jahrhunderts auf einem Steinfuß aus dem Jahr 1619. An der Nordwand befindet sich das Epitaph für Hermann von Hundelshausen und seinen Sohn Adam, die zusammen mit Hermanns Ehefrau, weiteren Kindern und Hermanns Schwiegermutter unter einer Kreuzigungsdarstellung knien. Wegen ihrer künstlerischen, baulichen und geschichtlichen Bedeutung ist die Kirche ein geschütztes Kulturdenkmal.